# Mort sur le Campus (téléfilm)

Mort sur le campus (Dying to Belong) est un téléfilm américain diffusé en 1997.

## Synopsis
A l'université deux copines, Lisa et Shelby, veulent adhérer à une confrérie d'étudiantes. L'une des deux décède durant l'introduction dans la confrérie.

## Fiche technique
- Titre : Mort sur le campus
- Titre original : Dying to Belong
- Réalisation : William A. Graham
- Scénario :
- Production :
- Musique :
- Photographie :
- Montage :
- Décors :
- Costumes :
- Pays d'origine : États-Unis
- Format : Couleurs - 1,33:1 - Stéréo - 35 mm
- Genre : Drame
- Durée : 120 minutes
- Date de diffusion :

## Distribution
- Hilary Swank : Lisa Connors
- Sarah Chalke : Drea Davenport
- Laurel Holloman : Shannon
- Mark-Paul Gosselaar : Steven Tyler
- Jenna von Oÿ : Shelby Blake
- Tracy Middendorf : Kim Lessing
- Jennifer Warren : Dean Curtis
- Isabella Hofmann : Gwen Connors